# Atentado terrorista no Kuwait em 2015
Um atentado suicida em uma mesquita xiita na capital do Kuwait ocorreu em 26 de junho de 2015. O ataque foi reivindicado pelo grupo Estado Islâmico do Iraque e do Levante. Sabah Al-Ahmad Al-Jaber Al-Sabah, o Emir do Kuwait, foi para o local dos atentados minutos depois do incidente.